# Xanthorhoe skoui
Xanthorhoe skoui is een nachtvlinder uit de familie van de spanners (Geometridae). De wetenschappelijke naam van de soort is voor het eerst geldig gepubliceerd door Jaan Viidalepp en Axel Hausmann in 2004.
De voorvleugellengte is 12 tot 14 millimeter.
De soort komt voor in het oosten van Spanje van Aragón tot Murcia.